# Марківка (Тульчинський район)
Маркі́вка (до XIX століття — Я́нушград (або Я́нгрод, Я́нушгрод)) — село в Україні, входить до Вапнярської селищної територіальної громади в Тульчинському районі (до адміністративно-територіальної реформи 2020 року у східній частині Томашпільського району) Вінницької області. На північ від Марківки знаходяться села Колоденка та Вербова, на півдні межує з селом Кісниця, а з заходу — з Антополем. Марківка простягається вздовж річки Шумилівки. Найближча залізнична станція знаходиться за 10 кілометрів у селищі Вапнярка. Відповідно до перепису населення 2001 року у Марківці проживало 516 осіб.
Поблизу села знаходяться залишки поселення трипільської культури. У період 1767—1917 років Марківка була містечком із наданими правами королем Августом III Фрідріхом. До XIX століття село мало назву Янушград честь Януша Четвертинського, рід якого володів селом з часів першої згадки населеного пункту у XVI столітті. У XVIII столітті було у селі було побудовано ратушу, зображення якої збереглося на малюнках Наполеона Орди. Серед марківчан вона мала назву «Турецька кріпость» і була остаточно зруйнована за комуністів 1966 року. Окрім того, у ті ж часи також була побудована Свято-Успенська церква, яка збереглася донині і вважається пам'яткою державного значення.

## Географія

### Розташування та фізична географія
Село розташоване на відстані близько 32 кілометрів від районного центру Томашполя та за 10 кілометрах від найближчої залізничної станції Вапнярка в однойменному населеному пункті. У центрі Марківки на лівому березі знаходиться джерело під назвою «Шумилівка», а на правому джерело «Прірва». В південному напрямку води джерел зливаються й утворюють річку Шумилівку. Середня висота села над рівнем моря — 230 метрів.

## Історія

### Походження назви
В епоху володіння селом родом Четвертинських за Януша Четвертинського 1760 року поселення отримало назву Янушград на честь його власника. На початку XIX століття Янушград, як один з місцевих торгівельних центрів занепав через зміну торгівельних шляхів. В зв'язку із цим він отримав назву Марківка. За легендою таку назву село отримало за іменем козака Марка, що на цьому місці поселився. Російською назва села пишеться як Марковка, польською — Markówka. Назва Янушград у деяких джерелах змінюється на «Янгрод» (пол. Jangrod) або «Янушгрод» (пол. Januszgrod).

### Заснування та перші роки
Поблизу нинішнього села Марківки у XX столітті археологами було виявлено рештки поселення Трипільської археологічної культури, представники якої жили протягом 5500-2750 років до Різдва Христового.
Перша згадка про село Марківка датується XVI століттям. Однак, протягом XVI—XVII століть згадок про цей населений пункт занадто мало. Згідно енциклопедії «Історія міст і сіл Української РСР» жителі Марківки брали участь у Національно-визвольній війні українського народу у період 1648—1654 років під проводом Богдана Хмельницького. Першими відомими власниками села був польський шляхетський рід князів Четвертинських, який панував на цих землях аж до 1853 року. Століттями магнати керували селом, а 24 жовтня 1760 року, за князя Януша Четвертинського, на його прохання польський король Август III Фрідріх надав поселенню магдебурзьке право та змінив назву на «Янушград» на честь магната. Статус містечка був підтверджений 29 квітня 1819 року у Російській імперії. Це право було обмежене — жителі Янушграда залишилися кріпаками.

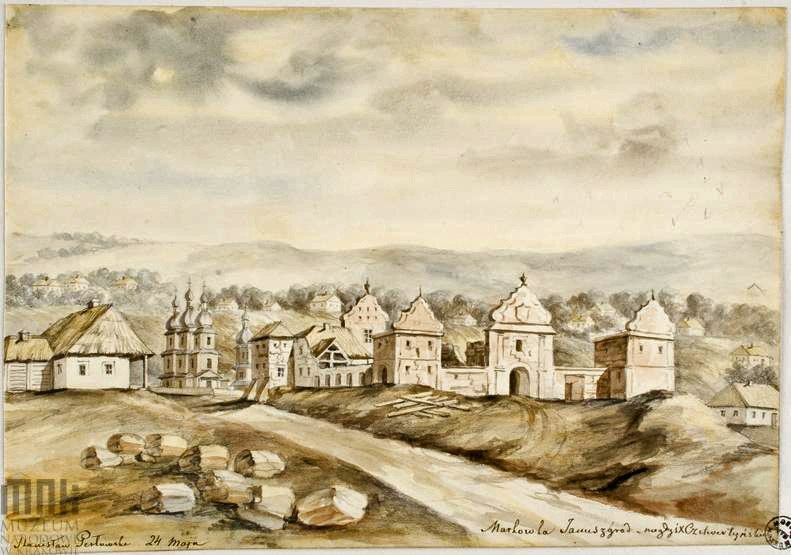
Ратуша та церква Марківки. Рисунок 1871—1874 років Наполеона Орди

Окрім того, за часів управління Янушем Четвертинським у Марківці відбулася побудова великої ратуші з бійницями і крамницями, подібної до замку-фортеці. Янушградська фортеця була побудована з каменя та оштукатурена, мала чотирикутну форму. Рештки руїн ратуші збереглися до XX століття під назвою «Турецька фортеця», однак за комуністів 1966 року вони були повністю зруйновані. Центральна районна бібліотека для дорослих Томашпільського району подає такий опис будівлі:
|   | Площа ратуші складала 60 тисяч квадратних метрів. Зі східної та західної сторін були кам'яні арки висотою 20 метрів. У них в нижніх частинах знаходилися залізні брами висотою 4 метри, а у верхніх — 2,5 метрів. В центрі арок у верхній частині знаходились гарно оздоблені двометрові залізні шпилі. На кожному куті, висотою 5 метрів, були башти з бійницями в нижніх і верхніх поверхах. Північні башти із східними з'єднувалися кам'яними приміщеннями, вкритими кам'яним склепом. В приміщеннях були входи і підвали. Вхід у башти і приміщення були з середини замку. |
| — | |

На малюнку Наполеона Орди, датованому 1871 — 1874 рр. на фронтоні ратуші видно барельєф із зображенням щита з шляхетським гербом — судячи з усього, родовим гербом князів Четвертинських «Погоня Руська» («Святий Юрій»). На межі 18 - 19 століть цей герб виступав також на печатці Марковецького ключа (групи маєтків з центром у Марківці).
Того ж 1767 року у Марківці було збудовано дерев'яний православний храм — Свято-Успенську церкву. Трипорхову споруду було збудовано без жодного цвяха. 1848 року храм довелося рятувати від падіння, піднявши на кам'яні підмурки. Разом з триярусною дзвіницею комплекс вважається пам'яткою державного значення.

### XIX століття

Герб Четвертинських

Після захоплення Поділля росіянами 1804 року Янушград увійшов до складу Ямпільського повіту Подільської губернії, ставши центром однойменної волості. Не зважаючи на захоплення земель Четвертинські залишили за собою право на село. Ще на початку XIX століття Янушград занепав в зв'язку з переміщенням торгівельних шляхів і втратив назву ставши іменуватися містечком Марківка. Останнім поміщиком містечка з чоловічої гілки роду Четвертинських був Готфрід Антонович Четвертинський, який помер 1844 року. Після його смерті власність Четвертинських на Поділлі, включаючи Марківку, відійшла його дочці Емілії, яка вийшла заміж за князя Вітинштейна.

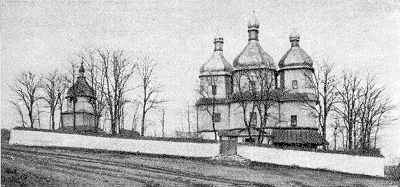
Свято-Успенська церква

1853 року Вітинштейни продали містечко поміщику Станіславу Францевичу Перловському, який володів на той час і сусіднім селом, Вербова. Після переходу Марківки у володіння Перловських Станіслав Францевич віддав Марківку в управління своїм синам — Антонію й Адольфу. Кожен з братів побудував для себе по палацу з парками навколо. У XX столітті комуністи зробили у палаці Антонія школу, а палац Адольфа розділили на квартири для жителів села. За даними Центральної районної бібліотеки для дорослих Томашпільського району житло більшості селян Марківки станом на середину XIX століття мало такий вигляд:
|   | Воно складалося з невеличкої хатини, побудованої з дерева в зруб, під солом'яною покрівлею. Двері зроблені з обтесаного дуба, збиті кілками на бігунах, замки були дерев'яні. Рам вікон не було, скло вставлялось в дирку вирізану в стіні і обмащувалось глиною. Димоходів не було, дим виходив через солом'яну покрівлю. Хатина поділялась на три частини: в одній жила сім'я, у другій — сіни, у третій — містилася худоба. |
| — | |

Остання така хата була знищена 1923 року. Відповідно до енциклопедії «Історія міст і сіл Української РСР» після впровадження Селянської реформи у Марківці 1861 року почалися заворушення, на придушення яких було надіслення 4 батальйони солдатів. Станом на 1864 рік у селі проживало 912 осіб.
Напередодні Першої світової віни площа Марківки складала 2860 десятин. З них поміщикам належало 1162 десятини, найбагатшим селянам — 140 десятин, місцевій церкві — 132 десятини, а усім іншим селянам 1426 десятини. Усього у селі було 846 дворів, з яких 4 двори найбагатших селян і по одному двору у поміщика та свіщенника. Окрім цього у селі проживало 112 юдеїв, що складали 28 сімей і 5 поляків, усі ж інші були українці. Станом на 1885 рік, населення Марківки складала 1 010 осіб, які жили у 155 дворових господарствах. За тими ж даними у селі була православна церква, синагога, постоялий двір, постоялий будинок і ярмарки по середах. Окрім того, у селі працювали дві горілчані крамниці та трактир, а також декілька приватних крамниць, поміщицький млин і піч по випіканні вапна.
До кінця XIX століття у Марківці школи не було і письменними були лише поміщики, піп, дяк і їхні діти. 1888 року у селі було засновано школу. Залишилися спогади колишнього її учня Андрія Антоновича Бондара про цю школу:
|                                                | В цій школі я навчався з 1913 по 1917 рік. Містилася вона у старому будинку, критому соломою. В школі були дві класних кімнати, кімната й кухня для вчителя. Завідував школою священик, учителів було двоє. Один проводив навчання з 1 і 2, а другий з 3 і 4 класами. Обліку дітей шкільного віку ніхто не проводив. Зараховували до 1 класу дітей, які на день початку навчання прийшли до школи. У першому класі було 22 учні, у 2 — 15, 3 - 10, у 4 — 7. Навчання проводилось на російській мові. Головним предметом був закон Божий. Цей предмет викладав священик, а співів навчав дяк. Перевідні екзамени проводились в третьому, а випускні — у 4 класах. Підготовки до екзаменів не було і проводились вони в один день. Складали у 1917 р. екзамени з чотирьох предметів: російської мови (диктант), математики (письмово), закону Божого і географії (усно). Екзаменаційних білетів не було, запитання задавала екзаменаційна комісія. Щонеділі і в релігійні свята учні зобов'язані були відвідувати церковну службу в храмі. Неявка в храм вважалася найбільшим порушенням норм поведінки. Хоча школа в Марківці існувала, але понад 80 % населення було неписьменним. |
| — колишній учень школи Андрій Антонович Бондар | |

### Розвал імперії

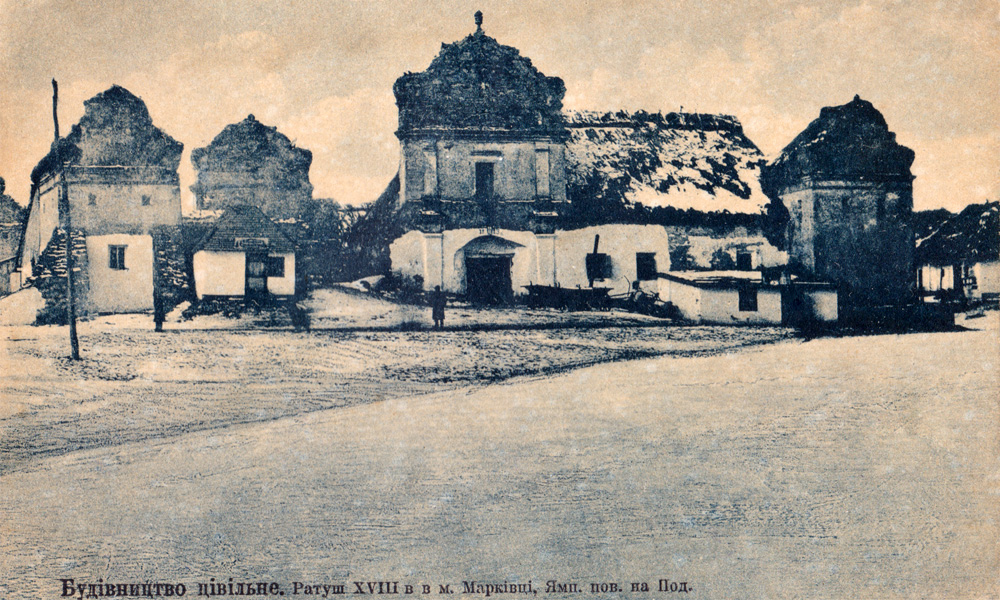
Залишки ратуші. Початок XX століття

На початку Першої світової війни у липні 1914 року стан життя у Марківці погіршився, як і у всій країні. Вдалося втримати своє становище лише поміщицькій родині Перловських і родині одних найбагатших селян Дубових. Позаяк лише ці дві родини поставляли продукти харчування у місцеві магазини. З 1915 року в Ямпільському повіті почалися соціалістичні страйки. Зокрема, за деякими даними в Марківці селяни відмовлялися працювати на поміщицьких землях і проганяли людей, привезених з інших сіл, вимагаючи підвищення оплати праці. За деякими джерелами ці протести стали причиною прибуття загону «гайдамаків», який силою змусив селян повернутися до роботи.
1 травня 1917 року в селі пройшла демонстрація солідарності з Тимчасовим урядом Російської Республіки та Центральною Радою Української Народної Республіки, організована священиком місцевої церкви Інокентієм Угриновичем і братами Дубовими. За іншими ж даними соціалістично-налаштовані селяни, за поданням агітаторів із залізничної станції Вапнярка вирішили провести акцію солідарності, присвячену учасниками Лютневої революції, однак отець Інокентій і брати Дубові несподівано очолили акцію, вийшовши з хоругвами та закликами шанування нової влади, змінивши таким чином суть акції.
7 (20) листопада 1917 року, відповідно до Третього Універсалу Української Центральної Ради, увійшло до складу Української Народної Республіки.
Після Жовтневого перевороту більшовицький спротив у селі був організований марківчанами: Володимиром Бойчуком, що приїхав з Петрограду (нині — Санкт-Петербург) і Володимиром Задорожним з Бірзули (нині — місто Подільськ Одеської області). Вони організували великий мітинг, де створили революційний комітет, який очолив Трохим Паламарчук — майбутній прихильник Центральної Ради. Також було створено земельний комітет, який розділив поміщицьке майно між бідняками села. Окрім того, комітет зобов'язав до обов'язкової початкової освіти та відділення школи від церкви.
На початку квітня 1918 року війська Німецької імперії й Австро-Угорщини захопили Марківку. У село повернулися поміщики Перловські, які при допомозі військового загону повернули собі своє майно. За допомогою жителя села Степана Стодолі каральний загін заарештував більшовицьких активістів Василя Іванова і братів Дорофія та Кирила Вергелісів. Деякі жителі села, зокрема, Автоном Вергеліс, Василі Іванов, Макро Сніцар, Василь Строгий і Захар Хромій, брали участь у партизанському русі у селі Качківка Ямпільського повіту. 10 липня 1919 року село захопила Армія Української Народної Республіки. Бої між військами II бригади більшовиків та українцями точилися за село з 10-го по 12-те липня. Ввечері 12 липня частини Червоної армії відійшли до села М'ястківка (нині — Городківка). Після встановлення української влади в селі комуністичний ревком було розпущено, а його голову, Володимира Бойчука, було заарештовано та відправлено у Могилів-Подільський, де згодом розстріляно. Деякі джерела вказують, що у період влади УНР у селі військовими було скоєно велику кількість злочинів по відношенню до єврейського населення. Зокрема, було вбито Спектор Янкель і Лайба Янкелович та їх сім'ї. У період з жовтня 1919 року по червень 1920 року Марківка була захоплена Добровольчою армією Антона Денікіна.

### XX століття
У червні 1920 року більшовики остаточно захопили владу у Марківці. 13 червня 1921 року відбулися перші вибори до Марківської сільської ради. Першим головою був обраний Микола Микитович Вергеліс, а наступним став його рідний брат Автоном. 1 серпня 1921 року було створено комітет незаможних селян, головою якого обрали Дем'яна Тушинського. Діяльність комітету була важливою під час голоду 1921—1923 років. Тоді для незаможних селян комітет на чолі з Тушинським виділив, захоплений більшовиками палац Адольфа Перловського. У палаці було створено дитячий будинок, директором якого було призначено Зосю Бойко, а змінив її на цій посаді Андрій Антонович Бондар. Палац Антонія Перловського було передано школі. Окрім того, більшовицькою владою було реалізовано політику з подолання неписьменності. Так у селі запрацювало 2 класи та 14 гуртків, де вчилися 105 селян. У 1923 році відкрилася хата-читальня, а також було організовано драматичний гурток під керівництвом Автонома Вергеліса, у якому грали 36 артистів із жителів села. Зокрема, це Олисько Бойчук, Михайло Дубов, Михайло Каневський тощо.
1928 року у Марківці було розпочато репресії у вигляді колективізації та розкуркулення. Того ж року більшовиками було засновано колгосп «Боротьба». Першими його членами стали 8 сімейств бідняків: Семен Бойчук, Антін Бондар, Василь і Володимир Вергеліси, Михайло Каневський, Федір Красилюк, Павло Ткач, а також Віра Янківська. Першим головою колгоспу було обрано Михайла Авксентійовича Каневського. На початку 1929 року у колгоспі було лише 18 господарств. На початку 1930 року було організовано єврейський колгосп під назвою «Мережина», а у 1937 року його було перейменовано на більшовицький манер «Колгосп ім. 20-річчя Жовтня». Організаторами єврейського колгоспу були Валько Снідковський, Шльома Фактерман, який став його головою, а також Шимко Шерман і Шай Шнейдерман. Суцільна колективізація Марківки закінчилася 1933 року Голодомором, організованим комуністами. В цей час були розкуркулені селяни: Гаврило, Данило, Іван і Степан Дубові, Степан Задриборода, Прохоровський і Степан Содоль. Окрім розкуркулених селян трьох марківчан, Павла Глухова, Павла Коновороцького і Олексу Цибульського також було відправлено у заслання. До цього часу невідомо, що з ними сталося, позаяк після арешту жоден не повернувся у рідне село. Лише на початку 1980-х років у газеті «Сільські вісті» було надруковано про реабілітацію Олекси Цибульського.
1939 року почалася Друга світова війна. 22 липня 1941 року після чотирьохгодинного бою бойові частини Вермахту увійшли в село. Бій з нацистами вів батальйон Вапнярського стрілецького полку, однак радянські вояки були змушені відступити. У ході бою загинуло 12 радянських військовослужбовців і було спалено три будинки. Джерела, описуючи діяльність окупаційної влади вказують на те, що було зруйновано промтоварний і продуктовий магазини, сільський клуб, медпункт, книги бібліотеки було спалено. Семирічну школу німці перетворили на початкову та закрили колгоспи. Радянська влада, згодом, оцінила збитків громадському господарству села на суму у 3 599 700 карбованців. Восени 1943 року у селах Марківка й Антопіль розташувалася військова частина Вермахту, де здебільшого були румуни. Навчання дітей було припинено, приміщення школи нацисти використовували як казарму. Окрім того, було введено комендантську годину. Старостою села окупаційною владою був призначений бессарабець Володимир Парлеску. 15 березня 1944 року війська Другого Українського фронту Червоної армії, відбили село. Через три дні було створено тимчасовий сільський виконавчий комітет, до його якого складу ввійшли: Андрон Август, Анастасія Зелена, Денис Коваль, Денис і Сергій Стрельніцький. Головою колгоспу було обрано останнього. Було відновлено лише колгосп «Боротьба». За роки війни у Червону армію було мобілізовано 216 чоловіків з числа марківчан, 78 з яких були нагороджені орденами та медалями. З 216 чоловіків загинуло — 128, залишилося інвалідами — 40. На честь загиблих 1972 року на пагорбку біля річки Шумилівки збудовано великий пам'ятник «воїнам визволителям».
По завершенню війни почалася доба збільшення планів господарського виробництва. 1952 року до колгоспу «Боротьба» було приєднано антопільський колгосп «Прогрес». В своєму користуванні об'єднаний колгосп мав 2 855 гектарів землі, у тому числі 2 200 гектарів орної, 28 гектарів саду, 80 гектарів лісу, а також 198 гектарів пасовищ і вигонів. У 1954 році було об'єднано сільські ради Марківки і Антопіля з центром у першій. Головою сільського виконавчого комітету залишився перший комсомолець Марківки та учасник війни Генріх Станіславович Янківський. 1956 року колгосп «Боротьба» був перейменований на «Колгосп ім. XX з'їзду КПРС». У часи Хрущовської відлиги, як і у всій країні, у Марківці почав активно вирощуватися цукровий буряк і кукурудза. У центрі села було побудовано три двохквартирних житлових будинків для спеціалістів сільського господарства, їдальню, будинки тваринників і механізаторів, дитячий садок та адміністративні будівлі. На початку 1980-х років у селі відкрито цех по виготовленню мінеральної води «Шумилівська». Згодом у селі було розпочато будівництво нової школи та розбудова різноманітних сільськогосподарських приміщень. Та на початку 90-х років господарство стало занепадати.

### У складі України
Період після проголошення незалежності України 1991 року відзначився суттєвим спадом у рівні життя марківчан і сільського господарства. Цей період тривав близько 10 років. У 1992 році колгосп був реорганізований у колективне сільськогосподарське підприємство «Золотий колос». В цей час було практично знищено тваринництво та було припинено будівництво школи. 10 лютого 2000 року КСП «Золотий колос» було реорганізовано, а його директором став Іван Меркурійович Присяжнюк. У наступні два роки після реорганізації підприємства у селі було побудовано млин, відновлено тваринництво, побудовано два склади для зберігання зерна. У вересні 2001 року за рахунок «Золотого колосу» у селі було відкрито школу III ступеня акредитації.

## Адміністрація

### Устрій
Нині село Марківка входить до складу однойменної сільської ради, центром якої є, Томашпільського району Вінницької області. З 5 листопада 2010 року посаду сільського голови займає завідувачка Антопільського дитячого садка, член партії «Фронт Змін», Вікторія Вікторівна Вергеліс. До складу Марківської сільської ради входить 16 депутатів, що обираються громадою сіл Марківки та Антополя строком на 5 років. За результатами місцевих виборів 2010 року, сільська рада поділяється на такі депутатські групи: «Партія регіонів» (10 депутатів — 62,5 %) і самовисуванці (6 депутатів — 37,5 %). У Вінницькій обласній раді депутатом є уродженець села Віталій Анатолійович Август, який також є підприємцем і бере активну участь у житті Марківки.

### Зміни адміністративно-територіального устрою
З початку першої згадки про село у писемних джерелах Марківка входила до складу Великого князівства Литовського, Руського і Жемайтійського, а згодом до нього ж, як частини Речі Посполитої. Адміністративно-територіально містечко з XVI століття відносилося до складу Брацлавського повіту Брацлавського воєводства. Після змовного поділу Речі Посполитої та наступної анексії цих земель 1804 року містечко увійшло до складу Російської імперії. Росіяни включили Марківку до Ямпільського повіту Подільської губернії, де воно стало центром однойменної волості. Станом на 1885 рік Марківка вже була у складі Комаргородської волості.
У часи, коли Марківка була у складі Української Народної Республіки відповідно до Закону УНР «Про адміністративно-територіальний поділ України» вона знаходася на межі земель Брацлавщини та Подністров'я. Вже за комуністів була організована Марківська сільська рада, яка стала частиною Крижопільського району Вінницької області. 5 лютого 1965 року Марківську сільську раду було перенесено до складу Тульчинського району.

## Соціальна інфраструктура
У селі працює загальноосвітня школа III рівня акредитації, директором якої є Тетяна Олександрівна Сидорчук. Також у селі функціонують два дитячих будинки, дві бібліотеки, два ФП, будинок культури і відділення зв'язку. Населений пункт повністю газифікований, діє православна церква. В селі діє фельдшерсько-акушерський пункт.
З районним центром Томашполем є автобусне сполучення.

## Пам'ятки
- Марківські джерела — гідрологічна пам'ятка природи місцевого значення.

## Населення

### Мова
Розподіл населення за рідною мовою за даними перепису 2001 року:
| Мова            | Кількість | Відсоток |
| --------------- | --------- | -------- |
| українська      | 505       | 97.87%   |
| румунська       | 7         | 1.36%    |
| російська       | 3         | 0.58%    |
| інші/не вказали | 1         | 0.19%    |
| Усього          | 516       | 100%     |

## Відомі люди
Народилися у селі:
- Пасічник Раїса Василівна — Герой Соціалістичної Праці.
- Чудаковський Михайло Павлович[ru] — зв'язківець, винахідник, лауреат Державної премії СРСР.